# Линдсей, Роберт Бёрнс
Роберт Бёрнс Линдсей (англ. Robert Burns Lindsay) (4 июля 1824 — 13 февраля 1902) — американский политик шотландского происхождения, который служил в Палате представителей Алабамы и в Сенате штата и стал первым губернатором-демократом Алабамы в годы после Гражданской войны. Не смотря на принадлежность к Демократической партии он был так же непопулярен в штате, как и губернаторы-республиканцы. Ему пришлось столкнуться с рядом финансовых скандалов в области дорожного строительства и системы образования, но в его же срок удалось избавиться от Ку-клукс-клана в Алабаме.

## Ранние годы
Линдсей родился в Шотландии в городке Лохмейбен, в семье Джона Линдси и Элизабет Макнайт. Он воспитывался пресвитерианином, получил хорошее образование и учился в Сент-Эндрюсском университете. В 1844 году он переехал в Северную Каролину где стал учителем вместе со своим братом. Через пять лет он переселился в Таскамбию в алабамском округе Колберт. Там он стал получать право и в 1852 году получил лицензию адвоката. В 1853 оду он был избран в палату представителей штата от демократов округа Колберт, а в 1857 году избирался в сенат штата. В 1844 году он женился на Саре Уинстон, сестре губернатора Алабамы Джона Уинстона.  В семье было 9 детей, из них четверо дожили до совершеннолетия. Одной из его дочерей была Мод Макнайт Линдсей, в будущем автор множества книг для детей. Брак помог его политической карьере, и он стал союзником губернатора Уинстона в его борьбе против железнодорожных субсидий.
Во время президентских выборов 1860 года он был убеждённым юнионистом и голосовал за Стивена Дугласа. Когда начался сецессионистский кризис, он выступал против сецессии Алабамы, и остался её противником даже после начала Гражданской войны. Некоторое время  он служил в 4-м Алабамском кавалерийском полку под командованием полковника Филлипа Роди, но без особого энтузиазма. Но и даже такая демонстрация лояльности Югу устраивала алабамцев, поэтому его снова избрали в сенат в 1865 году.
Когда Конгресс принял законы о реконструкции Юга, Линдсей выступил против них, но когда в 1868 году президентом был избран Улисс Грант, Линдсей призвал демократов принять сложившееся положение вещей, из-за чего многие алабамцы решили, что он готов перейти к республиканцам, но когда в 1870 году в штате прошли партийные предвыборные конвенты, Демократическая партия выдвинула его кандидатом в губернаторы, главным образом из-за его умеренного отношения к Реконструкции. Белое население севера Алабамы было готово голосовать за республиканца Уильяма Смита, но умеренные взгляды Линдсей и отсутствие явных связей с Ку-клукс-кланом склонили их симпатии на его сторону. Линдсей победил на голосовании небольшим перевесом голосов. Смит некоторое время отказывался признать результаты выборов, но в итоге сдался и Линдсей стал 22-м губернатором Аламбамы в декабре 1870 года.